# Mirabilicoxa curticoxalis
Mirabilicoxa curticoxalis is een pissebed uit de familie Desmosomatidae. De wetenschappelijke naam van de soort is voor het eerst geldig gepubliceerd in 1982 door Pasternak.